# Runeindskrifter fra Halland
Denne liste over Hallands runeindskrifter er en fortegnelse over alle kendte runeristninger i Halland, i alt syv stykker bestånde af gravsten, runesten, en brakteat og en slibesten.
Eftersom Halland hørte Danmark i vikingetiden, har ristningerne fået signum DR (Danmarks runeindskrifter), og er udstyret med et nummer ifølge Samnordisk runtextdatabas.
- DR 352, Vapnö slot, Vapnö socken, runesten
- DR 353, Holm, Holms socken, gravsten, nu i SHM
- DR 354, Kvibille kirke, Kvibille socken, indmuret gravsten, ser dog ud som en runesten
- DR 355A, Getinge kirke, Getinge socken, runesten, forsvundet
- DR 355B, Getinge kirke, Getinge socken, indmuret runesten
- DR SHM6320:35, fundsted ukendt, Ljungby socken, en slibesten nu i SHM
- Eskatorpsbrakteaten, DR BR74 IK241, 1, Eskatorp, Fjärås socken, brakteat, nu i SHM